# Granås
Granås var en småort i Ale kommun belägen i Nödinge socken strax sydost om Nödinge. Småorten var definierad och avgränsad av Statistiska centralbyrån och motsvarar relativt ny bebyggelse utmed en väg där själva orten Granås enligt lantmäteriet inte är en större bebyggelseenhet. Från 2015 klassar Statistiska centralbyrån orten som en del av tätorten Nödinge-Nol.